# Oxysychus regnieri
Oxysychus regnieri är en stekelart som först beskrevs av Masi 1934.  Oxysychus regnieri ingår i släktet Oxysychus och familjen puppglanssteklar. Inga underarter finns listade i Catalogue of Life.